# Columbia (Tennessee)
Columbia é uma cidade localizada no estado norte-americano de Tennessee, no Condado de Maury. A cidade foi fundada em 1808, e incorporada em 1817.

## Demografia
Segundo o censo norte-americano de 2000, a sua população era de 33.055 habitantes.
Em 2006, foi estimada uma população de 33.811, um aumento de 756 (2.3%).

## Geografia
De acordo com o United States Census Bureau tem uma área de
76,7 km², dos quais 76,7 km² cobertos por terra e 0,0 km² cobertos por água. Columbia localiza-se a aproximadamente 202 m acima do nível do mar.

## Localidades na vizinhança
O diagrama seguinte representa as localidades num raio de 32 km ao redor de Columbia.